# Università Heriot-Watt
L'Università Heriot-Watt (HWU) è una delle tre università con sede nella capitale scozzese Edimburgo. 

## Storia
Emerse dalla School of Arts di Edimburgo fondata nel 1821, che aprì come scuola tecnica, diventando così il primo college tecnico al mondo. Ha ricevuto lo status di università nel 1966. Originariamente situato nel centro di Edimburgo, il campus principale si trova ora nel quartiere di Riccarton, in campagna, dove l'università si è gradualmente trasferita dal 1971. I campus sono lo Scottish Border Campus (in precedenza Scottish College of Textiles) a Galashiels, l'International Centre for Island Technology (ICIT) a Stromness sulle Isole Orcadi (come parte dell'Institute for Petroleum Technology) e dal 2006 una parte a Dubai (Heriot- Watt University Dubai). Nel febbraio 2015, l'università ha aperto un altro campus a Putrajaya, in Malaysia.
L'università prende il nome dall'inventore del motore a vapore James Watt e George Heriot, gioielliere, filantropo e banchiere del XVI secolo del re Giacomo I d'Inghilterra. Il nome Watt entrò in uso già nel 1852, dal 1885 divenne "Heriot Watt College". Dal 1869 furono ammesse anche le donne.
Nel 2013/2014 l'università aveva 8.775 studenti (con corsi per corrispondenza, istituzioni partner affiliate e filiali a Dubai e in Malesia 28.875). Più di un terzo degli studenti nelle località in Scozia proviene dall'estero.
È affiliata alla Edinburgh Business School, che ha anche un ampio programma di apprendimento a distanza.
L'ingegnere Richard Williams è il preside e vice rettore e quindi a capo dell'università dal 2015. L'ingegnere minerario nato in Scozia e residente in Canada Robert Buchan è stato nominato Cancelliere con compiti in gran parte rappresentativi.

## Facoltà
- Energia, geoscienza, infrastrutture e società
- Centro di eccellenza nella progettazione di edifici sostenibili
- Istituto per le infrastrutture e l'ambiente
- Istituto di ingegneria petrolifera
- Politica sociale, alloggi, ambiente e proprietà immobiliari
- Ingegneria e scienze fisiche
- Chimica biologica, biofisica e bioingegneria
- Istituto di scienze chimiche
- Istituto di ingegneria meccanica, di processo ed energetica
- Istituto di fotonica e scienze quantistiche
- Istituto di sensori, segnali e sistemi
- Scienze della vita
- Psicologia
- Centro internazionale per la produzione di birra e la distillazione (ICBD)
- Centro per la biodiversità marina e la biotecnologia (CMBB)
- Centro internazionale per la tecnologia delle isole
- Gestione e lingue
- Contabilità, economia e finanza
- Gestione aziendale
- Lingue e studi interculturali
- Scienze matematiche e informatiche
- Matematica e statistica attuariale
- Informatica
- Matematica
- Tessile e design
- Edinburgh Business School
- al link and ink 3 shots a 10$